# Agnar Sandmo
Agnar Sandmo, född 9 januari 1938 i Tønsberg i Vestfold, död 31 augusti 2019, var en norsk nationalekonom. Han var professor i nationalekonomi vid Norges Handelshøyskole i Bergen. 1992-93 var han medlem av den svenska Ekonomikommissionen (allmänt kallad Lindbeckkommissionen efter dess ordförande Assar Lindbeck) som genomförde en bred utvärdering av svensk ekonomisk politik.
Han var ledamot av Det Norske Videnskaps-Akademi och blev 1985 utländsk ledamot av svenska Vetenskapsakademien. År 2008 utnämndes han till hedersdoktor vid Samhällsvetenskapliga fakulteten vid Uppsala universitet.